# Harry Potter und der Halbblutprinz (Film)
Harry Potter und der Halbblutprinz ist ein britisch-US-amerikanischer Fantasyfilm und die Verfilmung des gleichnamigen Bestseller-Romans von Joanne K. Rowling. Es ist der sechste Film der Harry-Potter-Reihe. Regie führte wie zuvor schon beim fünften Film David Yates. In den deutschen Kinos startete er am 16. Juli 2009.

## Handlung
Sowohl die Zaubererwelt als auch die Muggelwelt werden immer stärker von Lord Voldemort und seinen Anhängern bedroht, die die Winkelgasse verwüsten, den Zauberstabmacher Ollivander entführen und die Millennium Bridge in London zum Einsturz bringen. Harry und Professor Dumbledore besuchen den ehemaligen Hogwarts-Professor Horace Slughorn und überreden ihn, seine Stelle als Lehrer in Hogwarts wieder aufzunehmen. Danach bringt Dumbledore Harry zum Fuchsbau, wo er mit seinen Freunden Hermine, Ron und dessen Schwester Ginny die restliche Zeit bis zum Schulbeginn verbringt.
Bellatrix Lestrange und Narzissa Malfoy, die Mutter von Harrys Mitschüler Draco Malfoy, suchen derweil Professor Snape in seinem Haus auf und berichten ihm, dass Draco eine Aufgabe von Voldemort erhalten habe. Narzissa und Bellatrix bringen Snape dazu, mit einem unbrechbaren Schwur zu besiegeln, dass er Draco helfen und im Falle seines Scheiterns die Aufgabe selbst übernehmen werde. In der Winkelgasse beobachten Harry, Ron und Hermine später Draco und seine Mutter bei einer Versammlung von Todessern. Harry vermutet daraufhin, dass Draco in den Kreis der Todesser aufgenommen wurde.
In Hogwarts erhält Professor Slughorn den Lehrposten für das Fach Zaubertränke, während Snape nunmehr das Fach Verteidigung gegen die Dunklen Künste übernimmt. Harry erzielt im Fach Zaubertränke einen unerwarteten Erfolg mit Hilfe eines alten Schulbuchs, in das handschriftliche Notizen und Tipps eingetragen sind. Das Buch war Eigentum eines ehemaligen Schülers, der sich der „Halbblutprinz“ nannte. Während des gesamten Schuljahres lädt Professor Dumbledore Harry regelmäßig in sein Büro ein und vertraut ihm einige Erinnerungen an den jungen Tom Riddle, den späteren Lord Voldemort, an. Die beiden versuchen, Voldemorts Vergangenheit zu rekonstruieren. Von zentraler Bedeutung ist dabei eine Erinnerung Slughorns, die dieser jedoch nicht preisgeben will, da er sich ihrer schämt. Sie betrifft Tom Riddle als Schüler, der ihm Fragen zu schwarzer Magie stellt. Dumbledore beauftragt Harry, Slughorn zur Preisgabe dieser Erinnerung zu bewegen, was ihm nach einigen gescheiterten Anläufen schließlich gelingt. Es stellt sich heraus, dass Tom Riddle Professor Slughorn nach Horkruxen befragt hatte – magischen Objekten, in denen man einen Teil seiner Seele aufbewahren kann. Sollte der Körper zerstört werden, so bliebe man dank des abgespaltenen Teiles der Seele dennoch am Leben. Um einen Horkrux herzustellen, muss man einen Mord begehen. Riddle zeigte Interesse an der Schaffung von sieben Horkruxen. Dumbledore erklärt Harry, dass er bereits auf der Suche nach Voldemorts Horkruxen ist, um sie zu zerstören und Voldemort wieder sterblich zu machen.
Währenddessen geschehen beunruhigende Dinge in Hogwarts. Bei einem Ausflug nach Hogsmeade ereilt die Schülerin Katie Bell ein Fluch, der auf einer Halskette lag, die sie dem Schulleiter Dumbledore übergeben sollte. Ron wird in Professor Slughorns Quartier versehentlich vergiftet und nur mit knapper Not gerettet. Die Flasche Met, aus der er getrunken hat, war ebenfalls für Dumbledore bestimmt. Später stellt sich heraus, dass dies alles gescheiterte Versuche Draco Malfoys gewesen waren, Dumbledore zu töten. Malfoy experimentiert zudem im Raum der Wünsche mit einem Verschwindekabinett, das später einigen Todessern unerlaubten Zutritt nach Hogwarts ermöglicht. Harry, der sein Misstrauen gegenüber Draco nicht aufgegeben hat, folgt diesem eines Tages ins Badezimmer, wo er ihn weinend vorfindet. Als Draco Harrys Anwesenheit bemerkt, kommt es zu einem Kampf, in dessen Verlauf Harry Draco mit dem Sectumsempra-Fluch angreift, den er im Buch des Halbblutprinzen gelesen hat. Der Spruch verletzt Draco schwer, doch Professor Snape kann ihn mit einem Heilungszauber retten. Harry flüchtet und Ginny versteckt daraufhin mit Harrys Zustimmung das Buch im Raum der Wünsche. Dabei kommt es zu einem Kuss zwischen Harry und Ginny.
Harry wird Zeuge einer Unterhaltung zwischen den Professoren Dumbledore und Snape, in der Snape sagt, er sei nicht zu seiner Aufgabe bereit, Dumbledore aber stellt unmissverständlich klar, dass Snape ihm sein Versprechen gegeben habe.
Auf der Suche nach einem weiteren Horkrux apparieren Harry und Dumbledore auf einen Felsen am Meer vor einer großen Höhle. Im Inneren dieser Höhle finden sie ein Gefäß mit einer Flüssigkeit, die getrunken werden muss, um an den darin liegenden Horkrux zu kommen. Dumbledore trinkt mit Harrys Hilfe den Trank aus, was ihm schlimmste Qualen verursacht, es Harry aber ermöglicht, den Horkrux an sich zu nehmen. Harry und Dumbledore apparieren zurück nach Hogwarts. Der von dem Zaubertrank geschwächte Dumbledore bittet Harry, umgehend Professor Snape zu holen. Er wird aber durch das Erscheinen Dracos daran gehindert und beobachtet das weitere Geschehen aus einem Versteck heraus. Draco offenbart Dumbledore, dass er ein Todesser ist und ihn töten soll. In diesem Moment erscheinen weitere Todesser, die mittels des Verschwindekabinetts nach Hogwarts gelangt sind, darunter Bellatrix Lestrange. Harry will eingreifen, wird aber von Professor Snape dazu angehalten, in seinem Versteck zu bleiben. Er selbst begibt sich zu Dumbledore und den Todessern. Zu Harrys Entsetzen tötet Snape Dumbledore mit dem Todesfluch „Avada Kedavra“ und geht mit den Todessern.
Die Todesser fliehen aus Hogwarts. Harry verfolgt sie und stellt Snape auf dem Schulgelände. Snape verteidigt sich erfolgreich gegen Harrys Flüche und offenbart ihm, dass er der Halbblutprinz, der frühere Besitzer des Zaubertrank-Buches, ist. Er entwaffnet Harry und die Todesser fliehen.
Der Film endet mit einer Versammlung aller Schüler und Lehrer zu Ehren Professor Dumbledores und einem Abschlussgespräch zwischen Harry, Ron und Hermine, in dem Harry seinen Freunden erklärt, dass er im nächsten Jahr nicht nach Hogwarts zurückkehren, sondern stattdessen Dumbledores Suche nach Voldemorts Horkruxen vollenden will. Harry sagt ihnen, dass es sich bei dem Horkrux aus der Höhle um eine Fälschung handelt, und zeigt einen Zettel, der in dem Medaillon lag. Demnach habe ein gewisser R. A. B. den wahren Horkrux an sich genommen. Hermine versichert, dass sie und Ron Harry begleiten werden und dass Ron nichts gegen eine Beziehung zwischen Harry und seiner Schwester Ginny habe. Zum Schluss beobachtet das Trio Fawkes, den Phönix Dumbledores, beim Verlassen der Schule.

## Unterschiede zum Buch
Mehrere Szenen des Buches wurden abgeändert oder weggelassen. Das vollständige erste Kapitel, das ein Gespräch zwischen dem Premierminister der Muggel und dem ehemaligen sowie auch dem neuen Zaubereiminister enthält, wurde durch die Zerstörung der Millennium Bridge und die Entführung Ollivanders aus seinem Laden in der Winkelgasse ersetzt.
Im Film besucht Dumbledore nicht die Dursleys. Dass Harry das Haus am Grimmauldplatz und den Hauselfen Kreacher von Sirius erbt, wird daher ebenfalls nicht erwähnt. Im Buch erfuhr Harry beim Besuch Dumbledores von seinem Erbe.
Auch ist es nicht Nymphadora Tonks, die Harry im Hogwarts-Express findet und befreit, nachdem Malfoy ihn dort gelähmt und zurückgelassen hat. Im Film übernimmt dies Luna Lovegood.
Weiterhin wurde die Kussszene zwischen Harry und Ginny abgeändert: Ginny küsst Harry im Film im Raum der Wünsche, während im Buch der Kuss nach einem gewonnenen Quidditchspiel im Gryffindor-Gemeinschaftsraum in Anwesenheit fast aller Gryffindor-Schüler stattfindet.
Des Weiteren wurde in den Film eine Szene eingebaut, in der die Todesserin Bellatrix Lestrange und der Werwolf Fenrir Greyback den Fuchsbau, das Zuhause der Weasleys, angreifen und zerstören, in dem eigentlich im siebten Teil der Erzählung die Hochzeit zwischen Fleur Delacour und Bill Weasley stattfinden sollte. Auch die Szene, in der Harry Potter in einem Londoner U-Bahn-Lokal zu sehen ist, wie er mit einer Bedienung flirtet, wurde nur für den Film eingefügt.
Im Film werden nur zwei der Erinnerungen aus Voldemorts Vergangenheit gezeigt. Die im Buch dargelegten Vermutungen Dumbledores, welche Gegenstände Voldemort zu Horkruxen gemacht haben könnte, fehlen daher ebenfalls.
Harry erfährt im Gegensatz zum Roman nicht von Professor Trelawney, dass Snape ihre Prophezeiung über ihn belauscht und an Voldemort verraten hat. Dass Snape somit indirekt für den Tod von Harrys Eltern verantwortlich ist, erfährt Harry erst in „Harry Potter und die Heiligtümer des Todes Teil 2“, als er Snapes Erinnerungen im Denkarium erlebt.
Im Roman bringt Percy Weasley den Zaubereiminister Rufus Scrimgeour mit zum Weihnachtsessen seiner Familie, welcher sich anschließend allein mit Harry unterhält. Beide Figuren haben im Film keinen Auftritt.
Im Film wird das Dunkle Mal von Bellatrix Lestrange nach Dumbledores Tod beschworen. Im Buch wird es vom Todesser Gibbon (der im folgenden Kampf getötet wird) bereits vor Dumbledores und Harrys Rückkehr beschworen, um Dumbledore auf den Astronomieturm zu locken. 
Im Buch nimmt Bellatrix Lestrange nicht am Kampf teil, sie ist nicht  in Hogwarts (Kap. 27 Der vom Blitz getroffene Turm).
Das Ende des Films wurde ebenfalls abweichend zum Buch dargestellt. So wird Harry nicht von Dumbledore gezwungen, seinen Tod unter dem Tarnumhang mit anzusehen, sondern folgt Dumbledores Bitte, nicht einzugreifen, und stellt sich dabei auch Snape nicht in den Weg. Des Weiteren entfällt das Duell des Ordens des Phönix mit den Todessern innerhalb der Schule. Nicht gezeigt wird auch die abschließende Beerdigung von Albus Dumbledore. Die im Anschluss an das Begräbnis stattfindende Trennung von Harry und Ginny aufgrund der drohenden Gefahr durch Lord Voldemort fehlt daher ebenfalls.
Im Buch gehen Nymphadora Tonks und Remus Lupin erst am Ende des Buches eine Beziehung ein, nachdem Lupin Bedenken dagegen wegen seiner Werwolfkrankheit aufgibt.  Im Film sind Tonks und Lupin zum Zeitpunkt des Weihnachtsessens im Fuchsbau bereits zusammen, ohne dass es dafür eine Erklärung oder vorherige Andeutungen in diesem Film gab. Das Beispiel der fortbestehenden Liebe zwischen Fleur Delacour und dem gerade gebissenen Bill Weasley im Krankenflügel, das Tonks nutzt, um Lupins Zweifel zu entkräften, entfällt im Film vollständig.

## Hintergründe
- Die Dreharbeiten begannen am 24. September 2007 und endeten am 17. Mai 2008. Gefilmt wurde zum ersten Mal seit den ersten beiden Filmen wieder in der Kathedrale von Gloucester.[6]
- Wie auch im letzten Film Harry Potter und der Orden des Phönix führte wieder David Yates Regie. Auch für die nachfolgenden letzten beiden Filme der Reihe (das siebte Buch wurde in zwei Teilen verfilmt) wurde er erneut verpflichtet.
- Nicholas Hooper, der schon für den vorherigen fünften Teil die Filmmusik komponierte, war auch wieder für die Musik im sechsten Teil verantwortlich. Das Originalthema von John Williams wurde ebenso wieder verwendet.
- Guillermo del Toro wurde die Regie für diesen Film angeboten, er lehnte jedoch ab, um Hellboy – Die goldene Armee drehen zu können.
- Schauspieler Robert Knox, der im Film Marcus Belby darstellte, wurde sieben Tage nach Ende der Dreharbeiten bei einer Messerstecherei getötet.[7]
- Ursprünglich war im Drehbuch eine Szene vorgesehen, in der Albus Dumbledore ein Mädchen erwähnen sollte, für das er einmal schwärmte, als er jung war. Buchautorin Joanne K. Rowling las das Drehbuch und teilte den Filmmachern daraufhin mit, dass Dumbledore homosexuell sei und er lediglich einmal in den Zauberer Gellert Grindelwald verliebt gewesen sei.[8]
- Maggie Smith erkrankte vor den Dreharbeiten an Brustkrebs[9] und musste den Film mit Perücke drehen.

## Figuren
Es treten einige neue Figuren auf, darunter Horace Slughorn, gespielt von Jim Broadbent, Lavender Brown (Jessie Cave), Fenrir Greyback (Dave Legeno) und Cormac McLaggen (Freddie Stroma).

## Synchronisation
Die deutsche Synchronbearbeitung entstand bei FFS Film- & Fernseh-Synchron in München und Berlin. Frank Schaff verfasste das Dialogbuch.
| Rolle                                   | Darsteller           | Synchronsprecher     |                 |
| Hauptcharaktere                         | Hauptcharaktere      | Hauptcharaktere      | Hauptcharaktere |
| --------------------------------------- | -------------------- | -------------------- | --------------- |
| Harry Potter                            | Daniel Radcliffe     | Nico Sablik          |                 |
| Ron Weasley                             | Rupert Grint         | Max Felder           |                 |
| Hermine Granger                         | Emma Watson          | Gabrielle Pietermann |                 |
| Lehrkörper in Hogwarts                  |                      |                      |                 |
| Albus Dumbledore                        | Michael Gambon       | Wolfgang Hess        |                 |
| Rubeus Hagrid                           | Robbie Coltrane      | Hartmut Neugebauer   |                 |
| Horace Slughorn                         | Jim Broadbent        | Horst Sachtleben     |                 |
| Severus Snape                           | Alan Rickman         | Bernd Rumpf          |                 |
| Minerva McGonagall                      | Maggie Smith         | Barbara Adolph       |                 |
| Filius Flitwick                         | Warwick Davis        | Mogens von Gadow     |                 |
| Argus Filch                             | David Bradley        | Fred Maire           |                 |
| Voldemort und seine Anhänger (Todesser) |                      |                      |                 |
| Bellatrix Lestrange                     | Helena Bonham Carter | Elisabeth Günther    |                 |
| Fenrir Greyback                         | Dave Legeno          | Ole Pfennig          |                 |
| Tom Riddle (11 Jahre)                   | Hero Fiennes Tiffin  | Paul Deny            |                 |
| Tom Riddle (16 Jahre)                   | Frank Dillane        | Raban Bieling        |                 |
| Peter Pettigrew                         | Timothy Spall        | Gudo Hoegel          |                 |
| Mitglieder des Orden des Phönix         |                      |                      |                 |
| Remus Lupin                             | David Thewlis        | Frank Röth           |                 |
| Nymphadora Tonks                        | Natalia Tena         | Kathrin Gaube        |                 |
| Arthur Weasley                          | Mark Williams        | Leon Rainer          |                 |
| Molly Weasley                           | Julie Walters        | Katharina Lopinski   |                 |

| Rolle                          | Darsteller           | Synchronsprecher     |                      |
| Schüler von Hogwarts           | Schüler von Hogwarts | Schüler von Hogwarts | Schüler von Hogwarts |
| ------------------------------ | -------------------- | -------------------- | -------------------- |
| Ginny Weasley                  | Bonnie Wright        | Marcia von Rebay     |                      |
| Draco Malfoy                   | Tom Felton           | Moritz Pertramer     |                      |
| Lavender Brown                 | Jessie Cave          | Katharina Berthold   |                      |
| Neville Longbottom             | Matthew Lewis        | Fabian Rohm          |                      |
| Luna Lovegood                  | Evanna Lynch         | Laura Elßel          |                      |
| Parvati Patil                  | Shefali Chowdhury    | Martina Krause       |                      |
| Padma Patil                    | Afshan Azad          | Malika Bayerwaltes   |                      |
| Cormac McLaggen                | Freddie Stroma       | Roman Wolko          |                      |
| Seamus Finnigan                | Devon Murray         | Daniel Haidinger     |                      |
| Dean Thomas                    | Alfred Enoch         | Fabian Rainer        |                      |
| Pansy Parkinson                | Scarlett Byrne       | Annina Braunmiller   |                      |
| Andere                         |                      |                      |                      |
| Narzissa Malfoy                | Helen McCrory        | Madeleine Stolze     |                      |
| Fred Weasley                   | James Phelps         | Stefan Günther       |                      |
| George Weasley                 | Oliver Phelps        | Stefan Günther       |                      |
| Mrs. Cole (Waisenhausleiterin) | Amelda Brown         | Marina Köhler        |                      |
| Bedienung                      | Elarica Gallacher    | Anke Kortemeier      |                      |

## Kritiken
„Der sechste Film ist ein Zwischenakt, und gerade das macht ihn so dramatisch. Macht er doch klar, dass als Nächstes das wie immer geartete Ende kommt.“

„Stilsichere, optisch prächtige Kinoadaption des Joanne-K.-Rowling-Wälzers, die neben den gewohnt guten Darstellern auch inhaltlich überzeugt.“

„Unglaublich aber wahr, ‚Harry Potter 6‘ ist eine große Enttäuschung – und das schmerzt mir jetzt sogar noch beim Schreiben dieser Zeilen als eingefleischter Fan. Der Fokus des Films liegt einfach falsch, unnachvollziehbare Änderungen zerstören das letzte bisschen Vergnügen, vieles im Film wird zu oberflächlich angeschnitten und unerklärt zurückgelassen. Und wer sich solche Fehltritte erlaubt, wird letztendlich in der Bewertung bestraft, egal wie schön der Film technisch gelungen ist. Schade, denn damit hat die Reihe nun ihren ersten enttäuschenden Teil erhalten.“

## Kinostart
Der Film sollte ursprünglich am 21. November 2008 in den USA und im Vereinigten Königreich anlaufen, am 20. November 2008 in Deutschland. Obwohl der Film bereits in der Postproduktion war, verschob Warner Bros. im August 2008 den Kinostart um acht Monate nach hinten, um die durch den mehrmonatigen Autorenstreik in den USA entstandenen Kinostartlücken besser zu nutzen und damit die Einnahmen zu steigern. Am 16. Juli 2009 lief der Film schließlich in den deutschen Kinos an.
Mit 22,2 Millionen US-Dollar Einspielergebnis in der Premierennacht allein in den USA ist der Film in dieser Hinsicht der bis zu diesem Zeitpunkt erfolgreichste Film und löste den bisherigen Rekordhalter The Dark Knight ab. Innerhalb von fünf Tagen spielte der Film in den USA 159,7 Mio. US-Dollar ein.
Auch in Deutschland waren die Kinos am Premierentag ausverkauft. Nach Angaben von Media Control haben sich allein am ersten Tag 386.000 Besucher den Kinostreifen angeschaut.
Insgesamt hatte der Film 6,1 Millionen Besucher in deutschen Kinos. Auf internationaler Ebene kann ein Erfolg von 934,3 Millionen US-Dollar errechnet werden (Stand: 7. Dezember 2019). Harry Potter und der Halbblutprinz besetzt in der Liste der erfolgreichsten Filme ohne Inflationsbereinigung Platz 71 (Stand: 19. April 2025).

## Auszeichnungen
Oscarverleihung 2010
- Nominierung in der Kategorie Beste Kamera für Bruno Delbonnel

British Academy Film Awards 2010
- Nominierung in der Kategorie Bestes Szenenbild für Stuart Craig und Stephenie McMillan
- Nominierung in der Kategorie Beste visuelle Effekte für John Richardson, Tim Burke, Tim Alexander und Nicolas Aithadi

Satellite Awards 2009
- Nominierung in der Kategorie Bester Film (Animation oder Real-/Animation) für David Heyman und David Barron

Grammy Award 2010
- Nominierung in der Kategorie Bestes komponiertes Soundtrackalbum für Film, Fernsehen oder andere visuelle Medien für Nicholas Hooper

MTV Movie Awards 2010
- Bester Bösewicht für Tom Felton
- Nominierung in der Kategorie Bester Film für David Heyman und David Barron
- Nominierung in der Kategorie Bester Schauspieler für Daniel Radcliffe
- Nominierung in der Kategorie Beste Schauspielerin für Emma Watson
- Nominierung in der Kategorie Globaler Superstar für Daniel Radcliffe

Die Deutsche Film- und Medienbewertung (FBW) zeichnete den Film mit dem Prädikat „wertvoll“ aus.